# Aspidogyne utriculata
Aspidogyne utriculata là một loài thực vật có hoa trong họ Lan. Loài này được (Dressler) Szlach. mô tả khoa học đầu tiên năm 1995.